# Orhei
Orhei es una ciudad de Moldavia perteneciente al distrito de Orhei. Está situada al norte de la capital del país (Chisináu) y su principal actividad económica es la agricultura y la ganadería.

## Turismo
Cuenta con un monasterio, llamado Orheiul Vechi (El Viejo Orhei), excavado en el interior de la roca del monte al pie de un afluente del río Nistru que discurre entre Orhei y Criuleni. En la parte superior del monasterio hay una pequeña capilla y un campanario, por el cual se entra al monasterio. Al bajar las escaleras del campanario podemos ver una pintura del Fallecimiento de la Virgen María, acompañada de los once apóstoles y a Jesús sosteniendo un niño.
Una vez en el interior podemos admirar un magnífico retablo en madera labrada de estilo ortodoxo, así como las celdas donde vivían los monjes. A través de una pequeña puerta se puede salir a un "balcón" que en realidad es una estrecha franja de roca de la cara exterior del monte.
Bajando al valle y siguiendo el afluente podemos observar unas cuevas, con grabados en alfabeto cirílico. Actualmente son usados por los pastores para descansar a su sombra o guarecerse de la lluvia.

## Galería

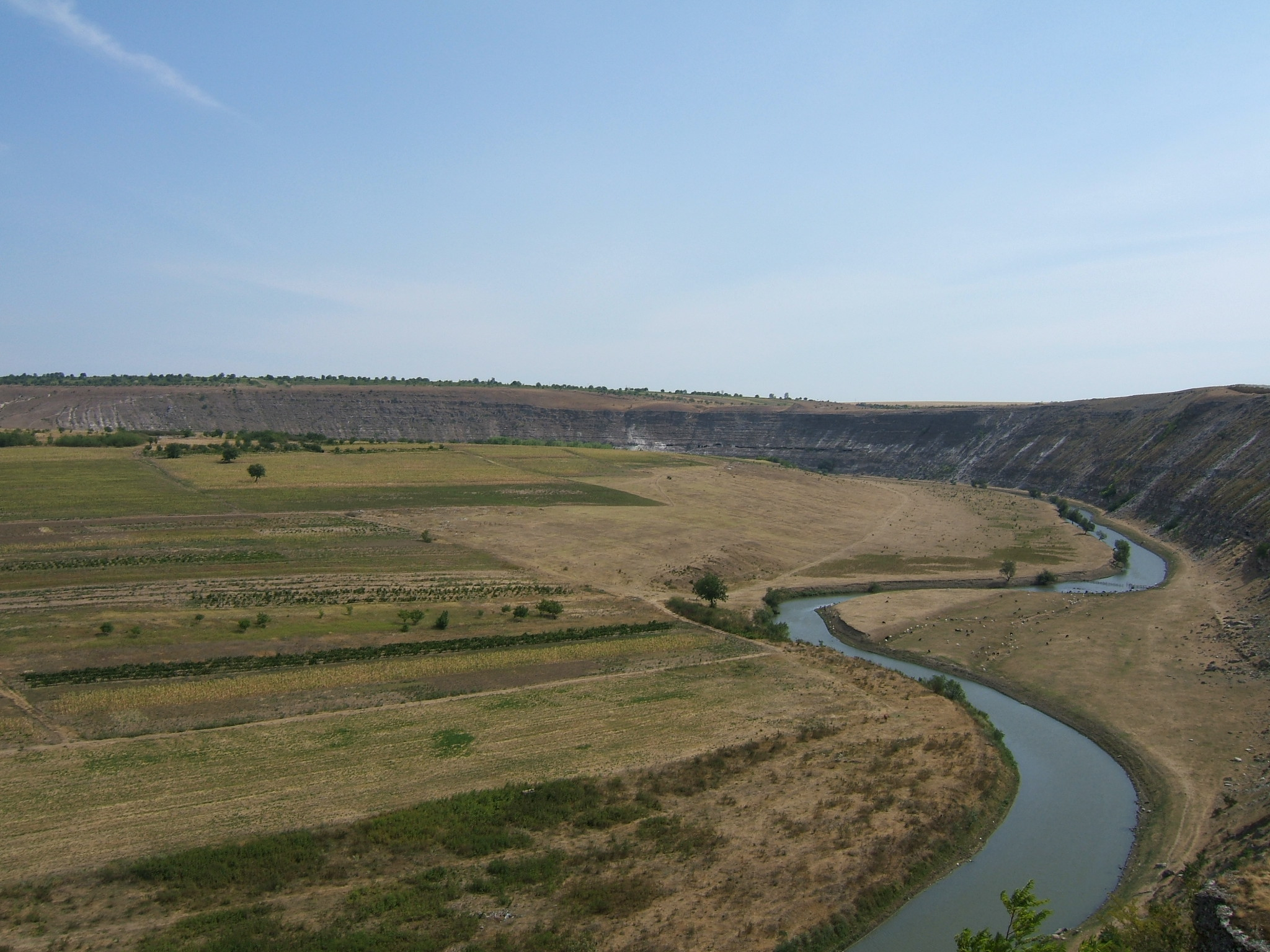
Valle del monasterio Orheiul Vechi
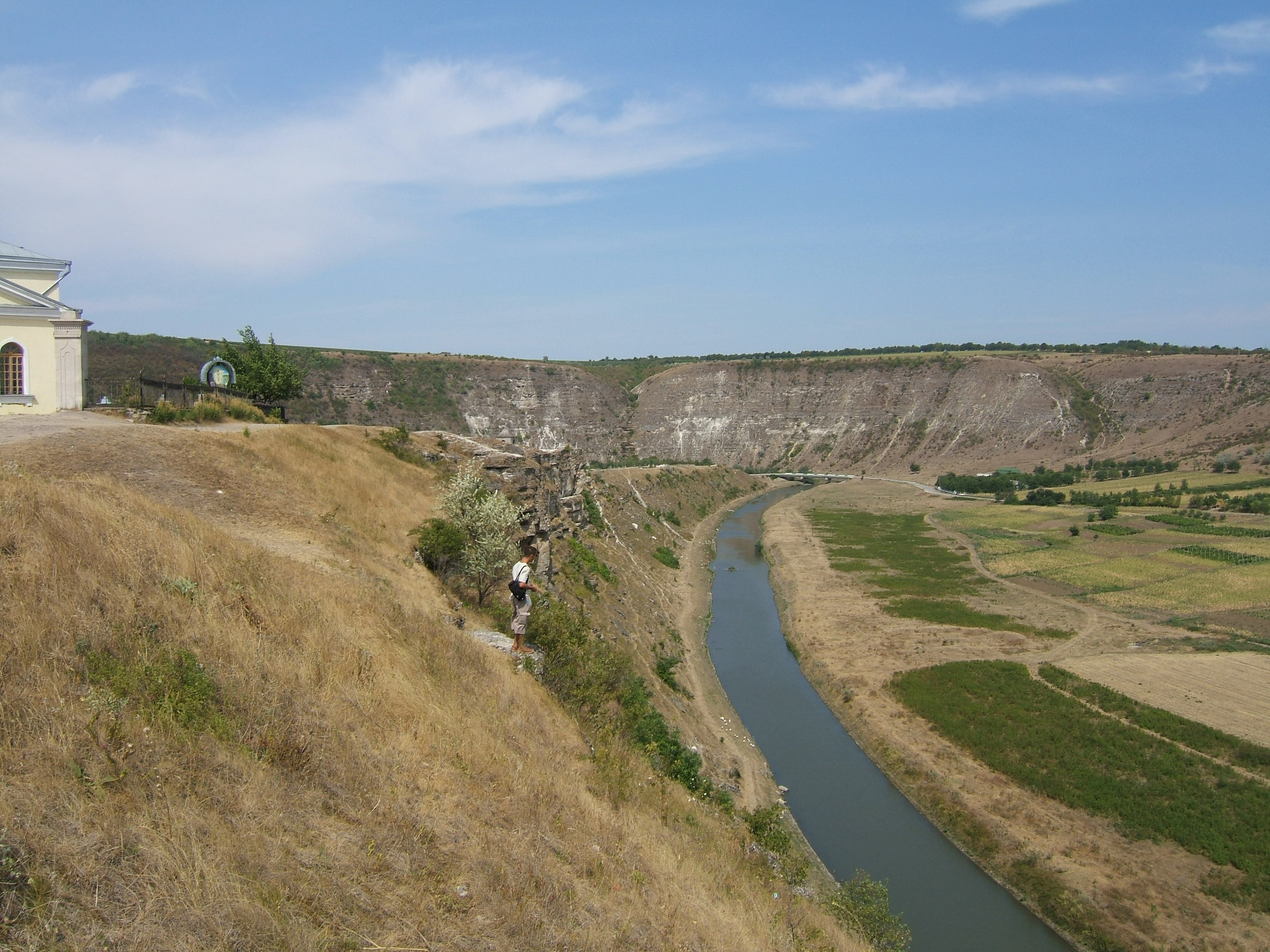
Monasterio Orheiul Vechi
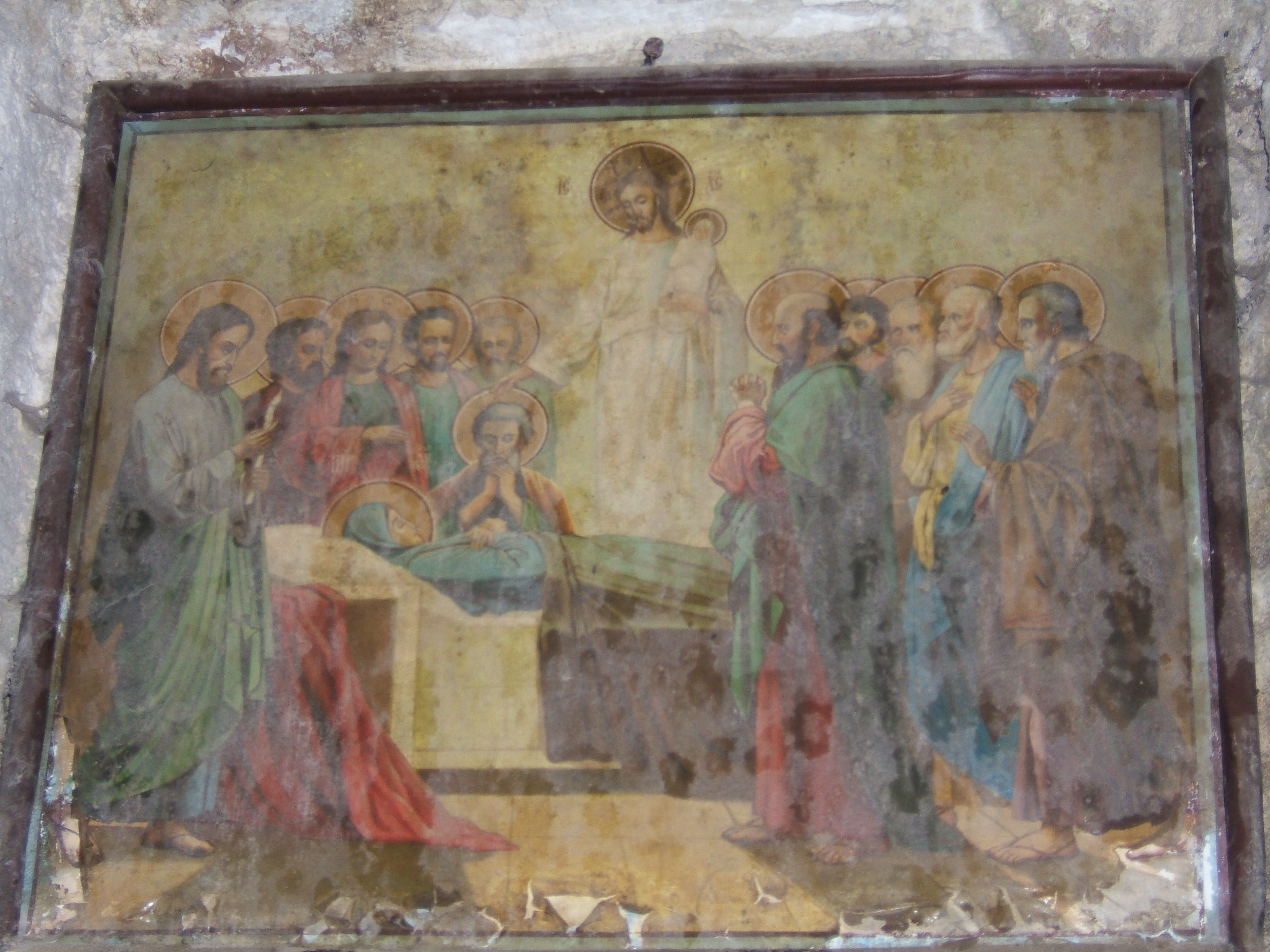
Pintura en Orheiul Vechi

## Sitio de la ciudad Orhei
- sitio de la ciudad Orhei

- Datos: Q423258
- Multimedia: Orhei / Q423258